# Photomedicine and Laser Surgery
Photomedicine and Laser Surgery, abgekürzt Photomed. Laser Surg., ist eine wissenschaftliche Fachzeitschrift, die vom Mary Ann Liebert-Verlag im Auftrag der World Association for Laser Therapy, der North American Association for Laser Therapy und der World Federation for Laser Dentistry veröffentlicht wird. Die Zeitschrift wurde 1983 unter dem Namen Laser Medicine & Surgery News and Advances gegründet, änderte den Namen 1990 in Journal of Clinical Laser Medicine & Surgery, bevor 2004 der derzeit gültige Name angenommen wurde. Sie erscheint mit zwölf Ausgaben im Jahr. Es werden Arbeiten veröffentlicht, die sich mit der Phototherapie und der Anwendung von Lasern in der Medizin beschäftigen.
Der Impact Factor lag im Jahr 2014 bei 1,673. Nach der Statistik des ISI Web of Knowledge wird das Journal mit diesem Impact Factor in der Kategorie Chirurgie an 88. Stelle von 198 Zeitschriften geführt.